# Наполеон Орда

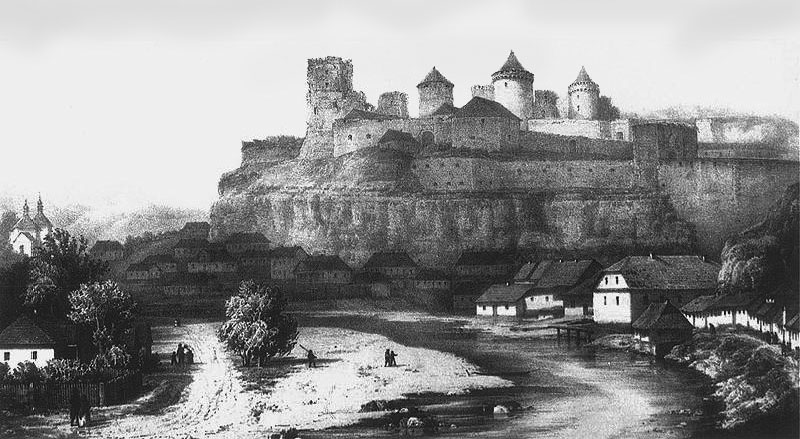
Кам'янець-Подільський. Літографія

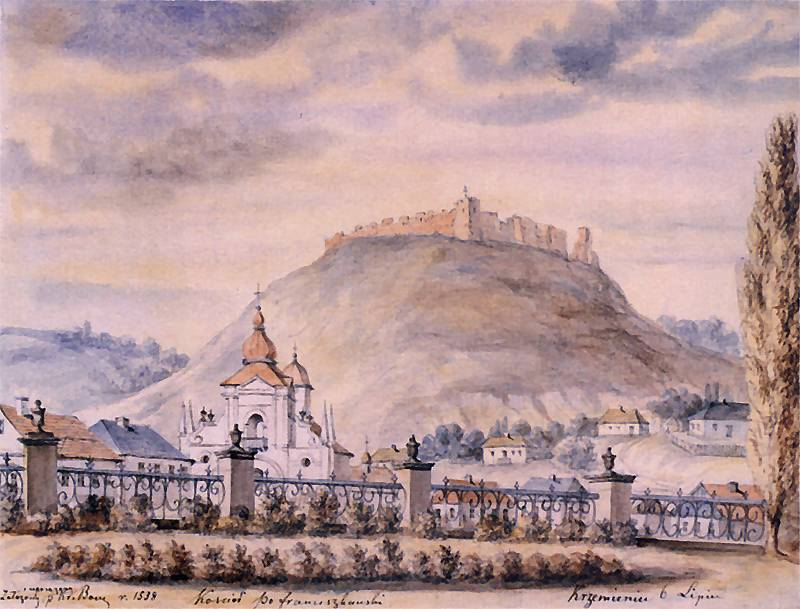
Кременець і Замкова гора. Малюнок

Наполео́н Мате́уш Таде́уш О́рда (пол. Napoleon Mateusz Tadeusz Orda, біл. Напалеон Орда; 11 лютого 1807 — 26 квітня 1883) — польський і білоруський художник, літератор, композитор, музикант.

## Біографія
Народився у родовому маєтку Вороцевичі Пінського повіту Мінської губернії (нині — Іванівський район Берестейської області, Білорусь) у сім'ї збіднілого шляхтича, маршалка Кобринського повіту, інженера-фортифікатора Михайла Орди, який дав сину ім'я французького імператора.
Після закінчення Свислоцької гімназії у 1823 р. Н. Орда вступив на фізико-математичний факультет Віленського університету. За участь у таємній студентській організації «Зоряне» був виключений з університету. Після арешту і 15-місячного ув'язнення він повертається до Вороцевичів, але залишився під наглядом поліції.
Під час польського національно-визвольного повстання 1830—1831 рр. Н.Орда командував партизанським загоном. Був нагороджений найвищою військовою нагородою Польщі — золотим хрестом «Virtuti Militari» («Воїнська доблесть»). 
Після придушення повстання емігрував до Парижа. Подружився з Фредериком Шопеном. У нього і Ференца Ліста брав уроки композиції, гри на фортепіано. У Парижі написав десятки музичних творів — полонезів, вальсів, мазурок, пісень. З 1833 р. відвідував студію відомого французького майстра архітектурного пейзажу П'єра Жирара. У подорожах Францією, Австрією, Шотландією, Бельгією, Голландією, Іспанією, Португалією, Північною Африкою малював пейзажі, головним чином міські види.
Друзями були Адам Міцкевич, Тадеуш Костюшко, Фредерік Шопен, Ференц Ліст, Джоакіно Россіні, Джузеппе Верді, Шарль Гуно, Гектор Берліоз, Оноре де Бальзак, Стендаль, Іван Тургенєв, співачка Поліна Віардо.
1843 р. Наполеон Орда одружився з француженкою Іреною Бугле (Irena Sophie Louise Bouglé, 1824-1903). 1847 року призначили директором театру італійської опери у Парижі — одного з найвідоміших у той час в Європі. Брав активну участь у діяльності польської Великої еміграції. 
У 1856 р., коли Олександр II оголосив про амністію для повстанців, повернувся на батьківщину, жив у Вороцевичах. Після смерті матері в 1859 р. через його участь в повстанні 1830—1831 рр. родовий маєток був конфіскований. Художникові було дозволено лише узяти його в оренду. Пізніше жив у Гродно (1862—1863 рр.), потім на Волині, де працював домашнім вчителем музики у генерала Адама Жевуського.
1866 року був арештований за підозрою в участі в повстанні 1863—1864 рр., ув'язнений у Кобринському тюремному замку. 1867 року військово-польовий суд засудив Наполеона Орду до заслання у віддалені губернії Росії. Завдяки старанням дружини і допомозі посла Франції вирок згодом відмінили. Проте Наполеона Орду царська влада позбавила права оренди і мешкання в родовому маєтку. Натомість було дозволено поселитися у родичів.

У царській Росії до останніх днів свого життя Наполеон Орда вважався неблагонадійним. За ним стежили, і не дивно, що 1880 року начальник жандармерії Мінська повідомляв імперській владі: 
|  | …міщанин Орда займається кресленням якихось планів, … наших фортець, які переправляє за кордон. |

У 1872 р. почав чи не головну справу всього життя. Під час щорічних літніх подорожей малював визначні місця. У 1872—1874 рр. відвідав Волинь, Поділля та інші землі України. У 1875—1877 рр. — Білорусь, Литву, Жмудь, Ліфляндію, у 1878—1879 рр. — Галичину та Східну Пруссію, у 1880 р. — Польщу. В останні роки свого життя він подорожував Галичиною, Келецькими, Сувалковськими і Варшавськими землями. 
У 1873 р. власним коштом видає у Варшаві першу серію “Album widokow historycrnych Polski” (“Альбом історичних краєвидів Польщі”). На обкладинці альбому — рідне помістя у Вороцевичах. Напис під назвою передає невимовну тугу художника за назавжди втраченою (а радше, відібраною) малою батьківщиною: “Власність роду Орд упродовж 300 років до 1831 року — незабутня і дорога автору”. Альбом мав шалену популярність, і на виручені кошти художник згодом видає ще вісім альбомів зі 260-ма малюнками-літографіями.
“Хто хоч пригорщею землю носить, той зможе насипати гору”. Наполеон Орда.
Дослідники вважають, що творча спадщина Орди нараховує понад 2 тисячі малюнків. До наших днів дійшло лише трохи більше тисячі. Деякі видатні пам’ятки старовини залишилися тільки на його малюнках. Оригінали їх зберігаються в Національному музеї Кракова (найбільше — 977) і Національній бібліотеці Варшави, альбом акварелей є в бібліотеці імені Стефаника у Львові.
Від важкої хвороби помер у Варшаві 1883 р. Поховали, згідно із заповітом, на батьківщині в родинному склепі у містечку Іванове.

## Наполеон Орда й Україна
До нашого часу дійшло 177 творів митця, на яких зображено архітектурні пейзажі України. Один з альбомів літографій з малюнків Наполеона Орди зберігається у Волинському краєзнавчому музеї. 1997 року до 190-річчя з дня народження художника в музеї була відкрита виставка його творів.
Малюнки були використані під час підготовки проектів реставраційних робіт і багатьох інших архітектурних пам'яток України — Андріївської церкви в Києві, костелу Івана Предтечі в Білій Церкві, фортеці в Кам'янці-Подільському, замків у Дубному та Острозі. Твори художника цінні тому, що зображені пам'ятки або були змінені, перебудовані, або зникли. Малював Наполеон Орда з великою, майже фотографічною точністю. На малюнках передано тонкі архітектурні деталі; але це не голі копії, натуралістичні замальовки. У них відчувається дух часу, дивна невловима романтична ностальгія за минулим, яка властива, мабуть, кожній інтелігентній, освіченій людині.

## Вшанування пам'яті
2007 року у всьому світі відзначалося 200-річчя з дня народження Наполеона Орди, ця подія включена в календар пам'ятних дат ЮНЕСКО.
Іменем Наполеона Орди названо вулиці в деяких містах Білорусі: зокрема, в Мінську (2007) й Гродно (2011).

## Літографії та малюнки Наполеона Орди

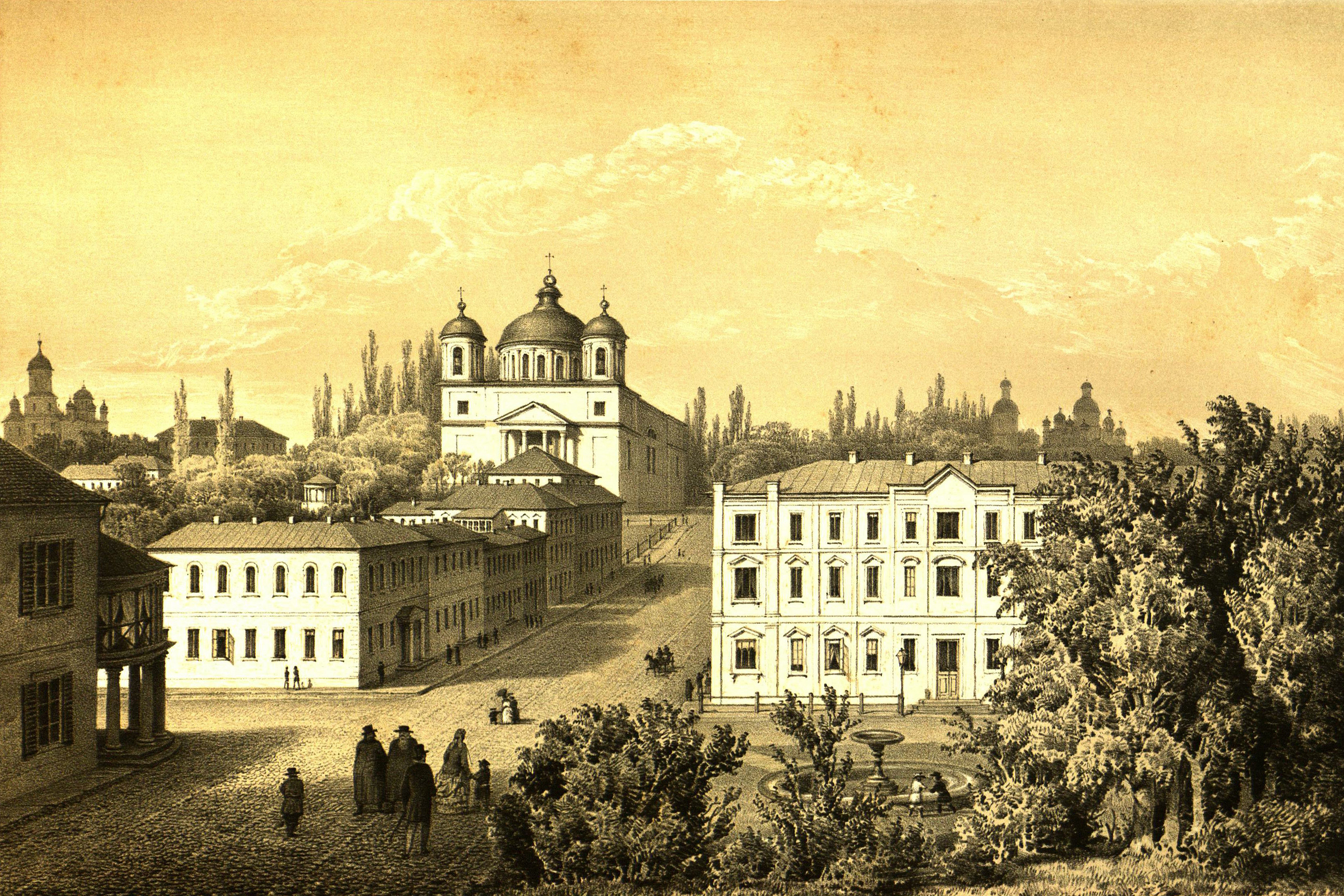
Київ. Готель «Європа» (праворуч) і костел на Трьохсвятительській вулиці. 1870 рік
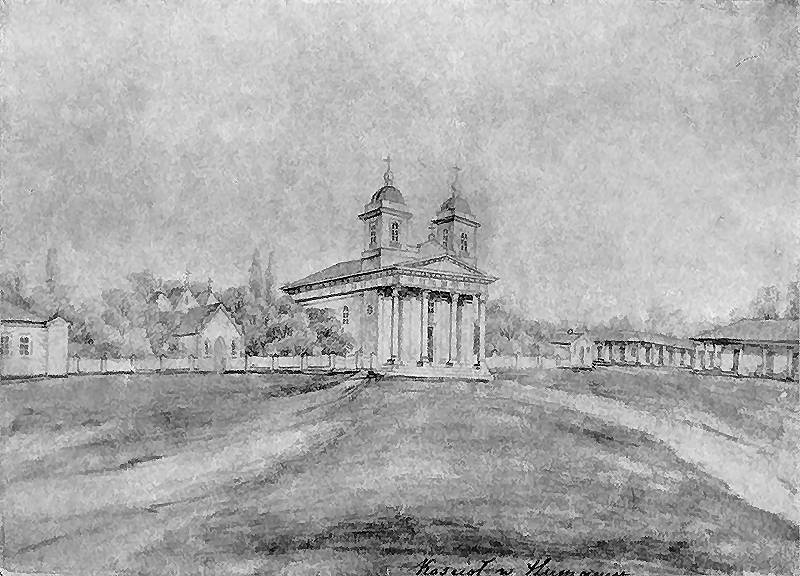
Костел Внебовзяття Пресвятої Діви Марії, Умань
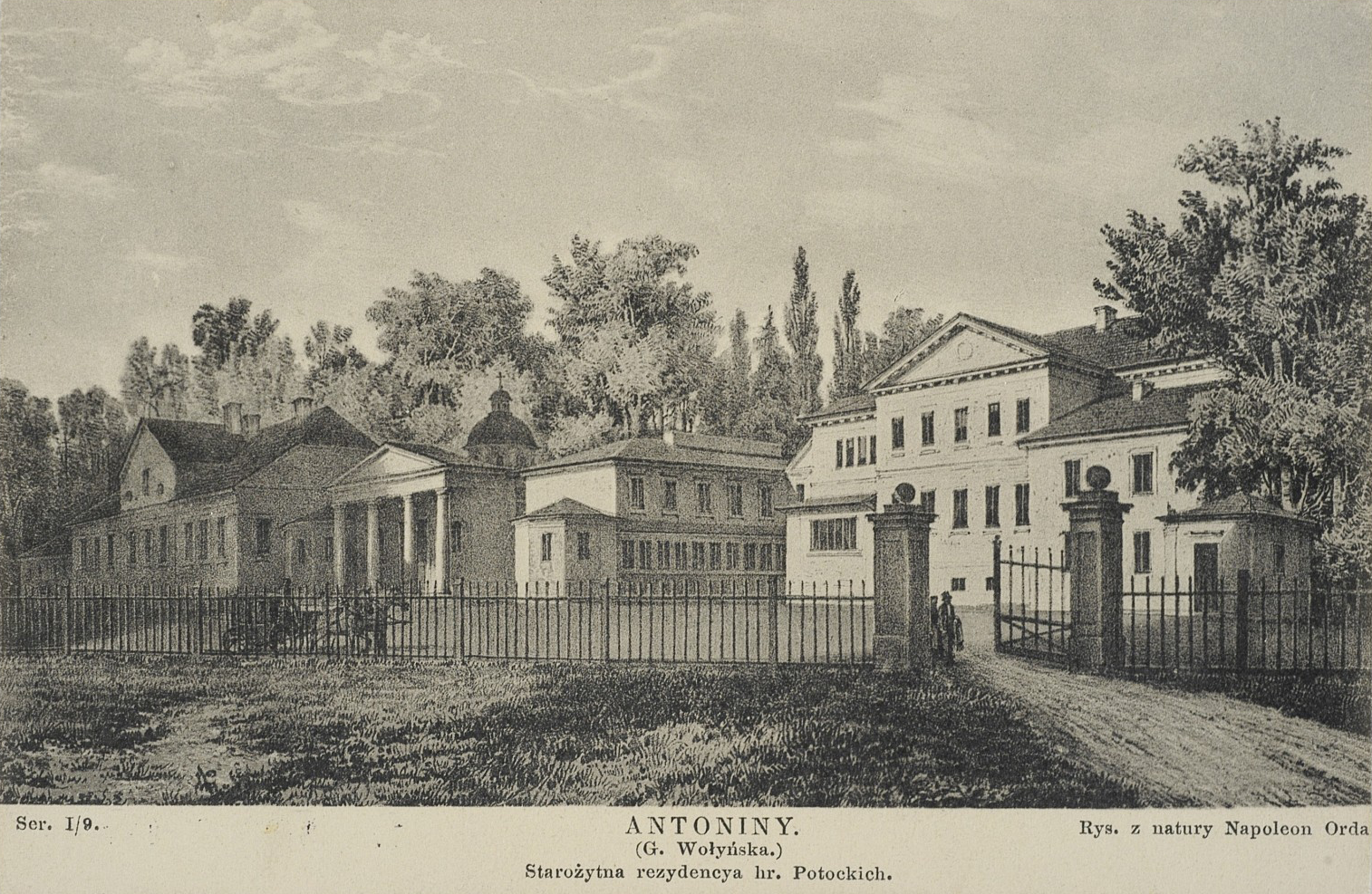
Антонінський палац
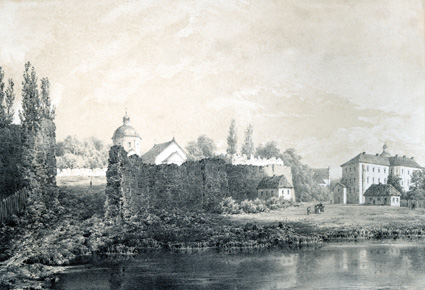
Бар
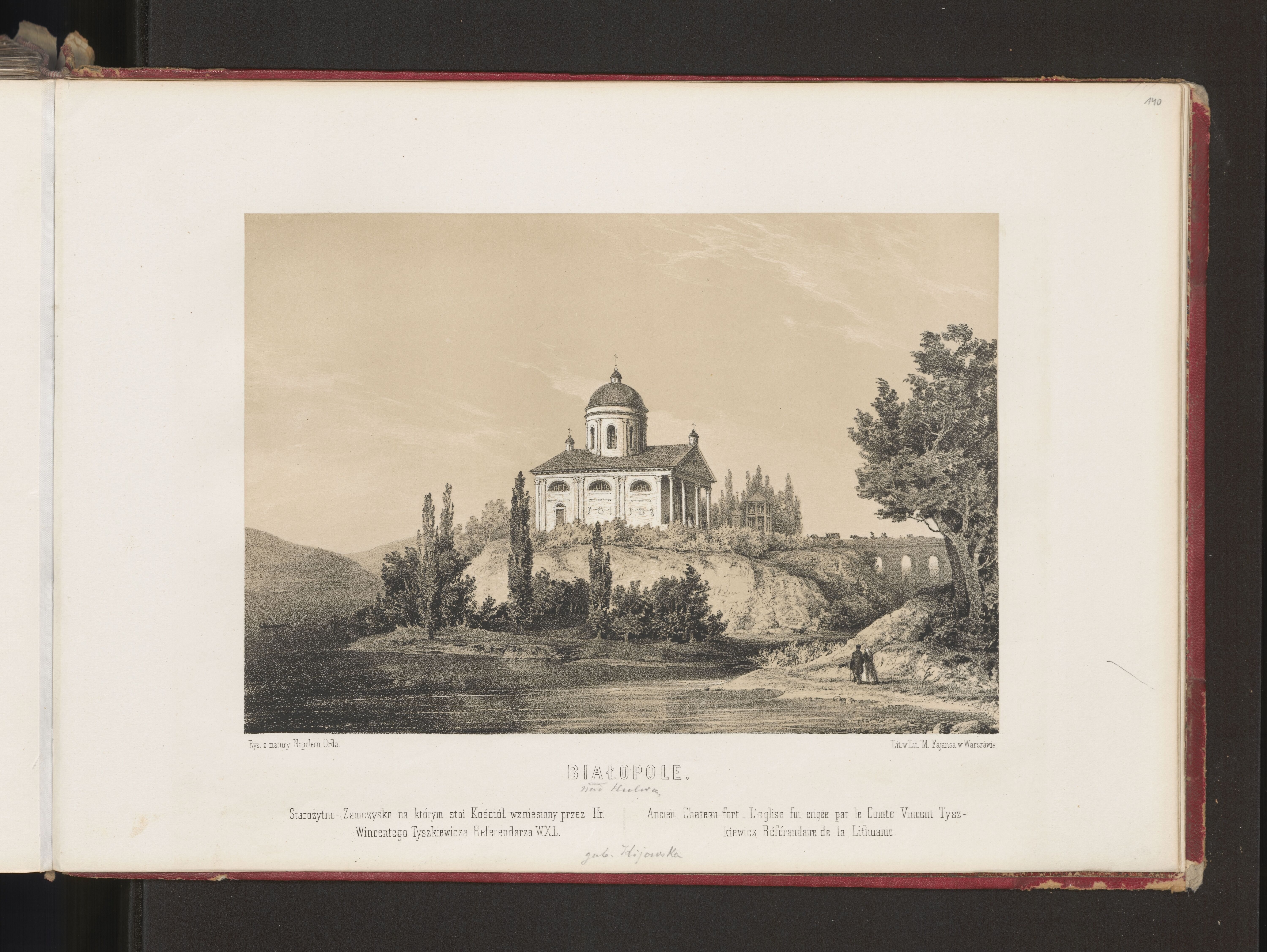
Білопілля, костел на честь св.Антонія з Падуї, 1875
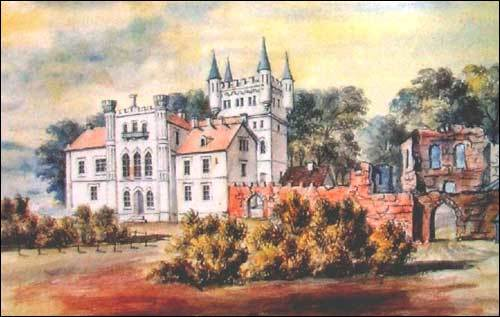
Палац Чосновських, с. Білокриниця
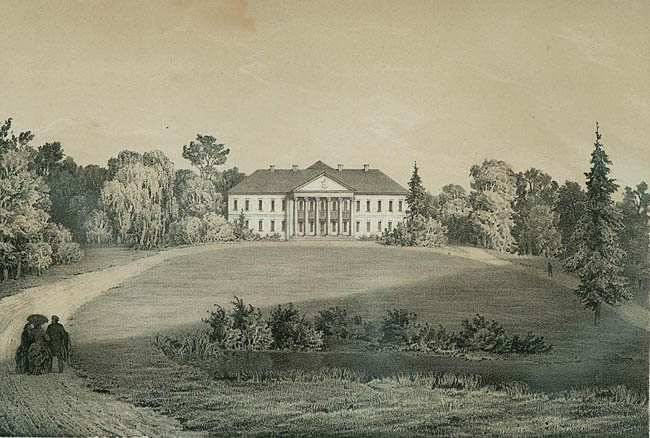
Палац Стецьких, 1875, с. Великі Межирічі
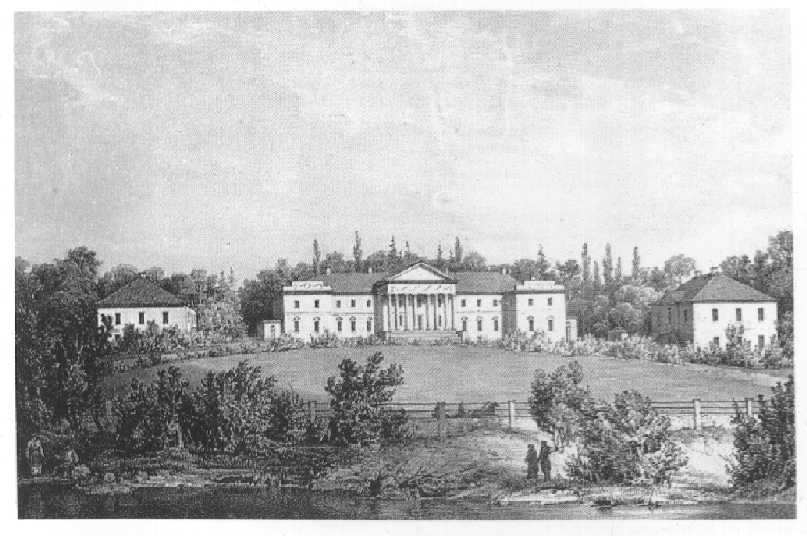
Верхівня, 1860
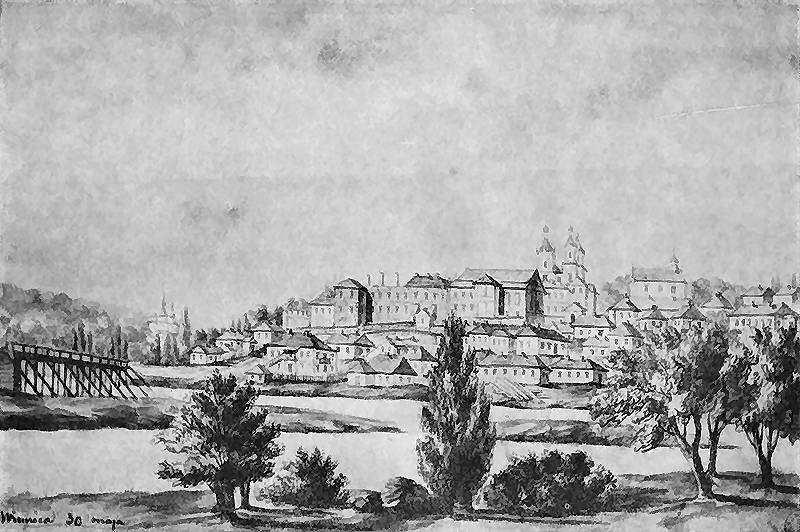
Вінниця
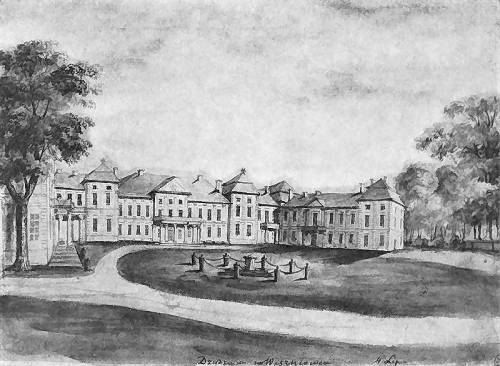
Вишнівецький палац
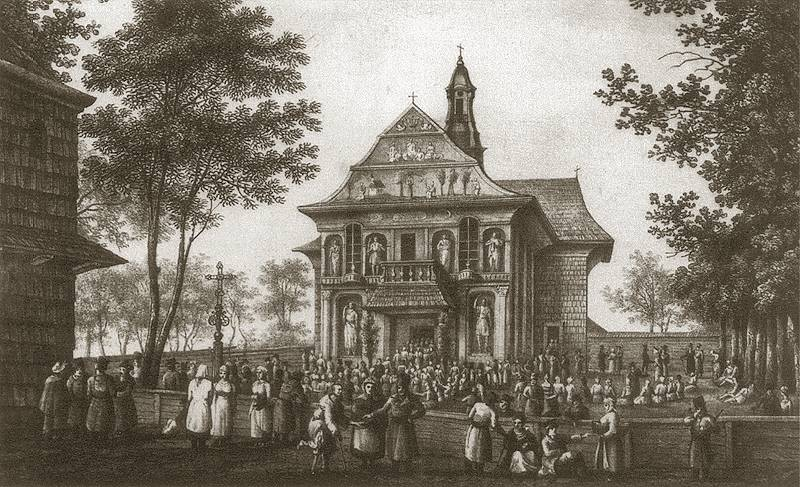
Проща в Кохавині (Гніздичів)
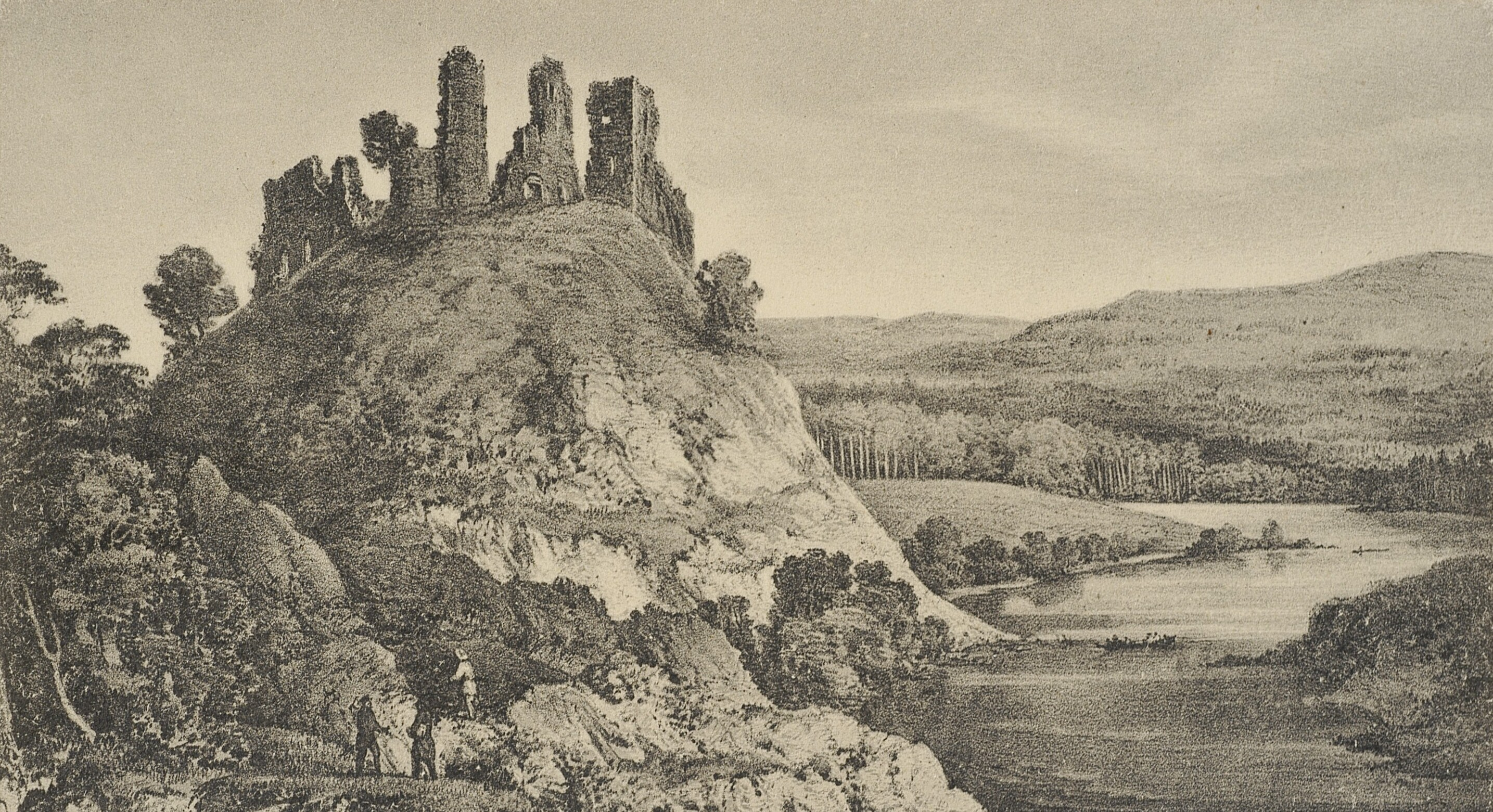
Губківський замок
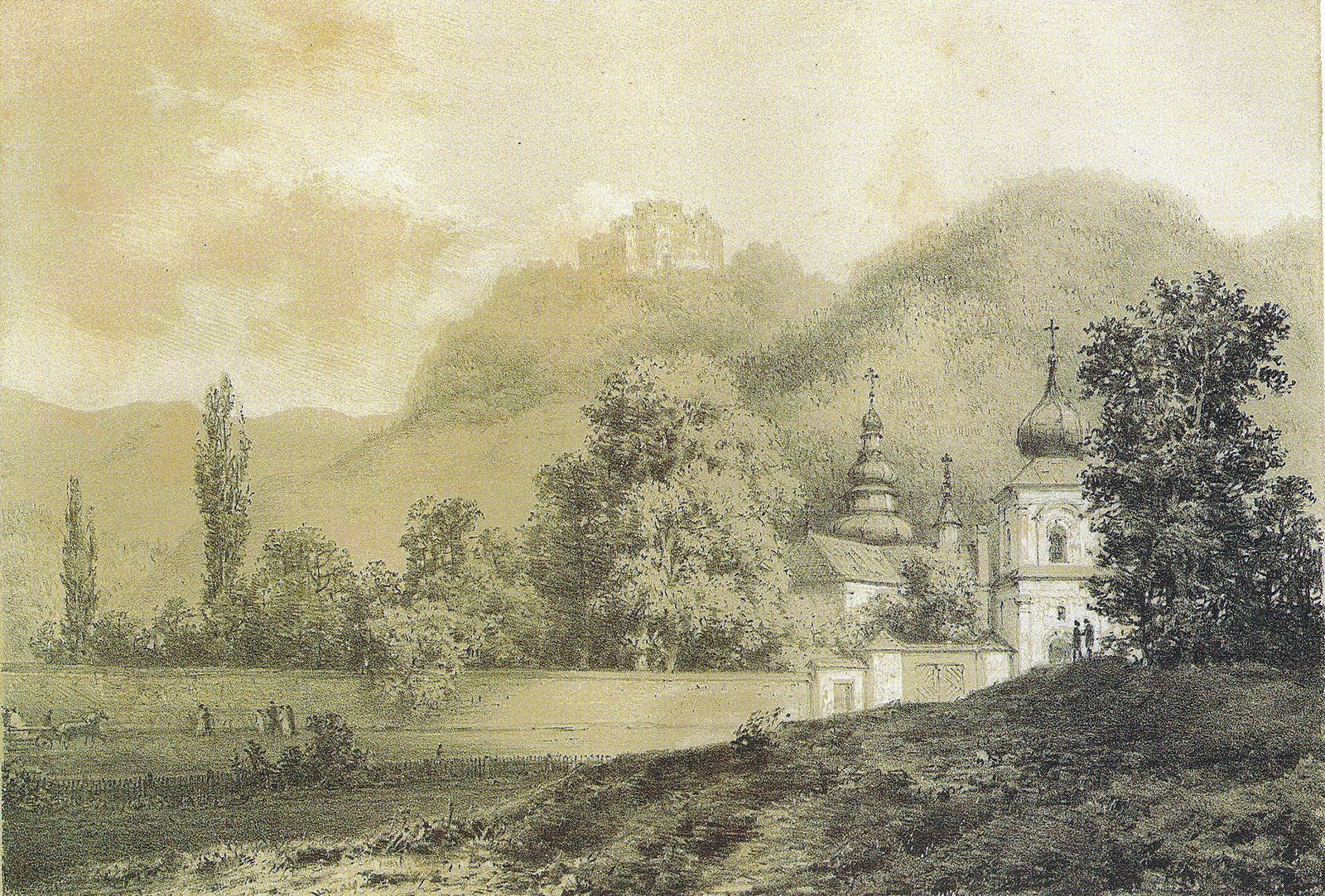
Добромиль
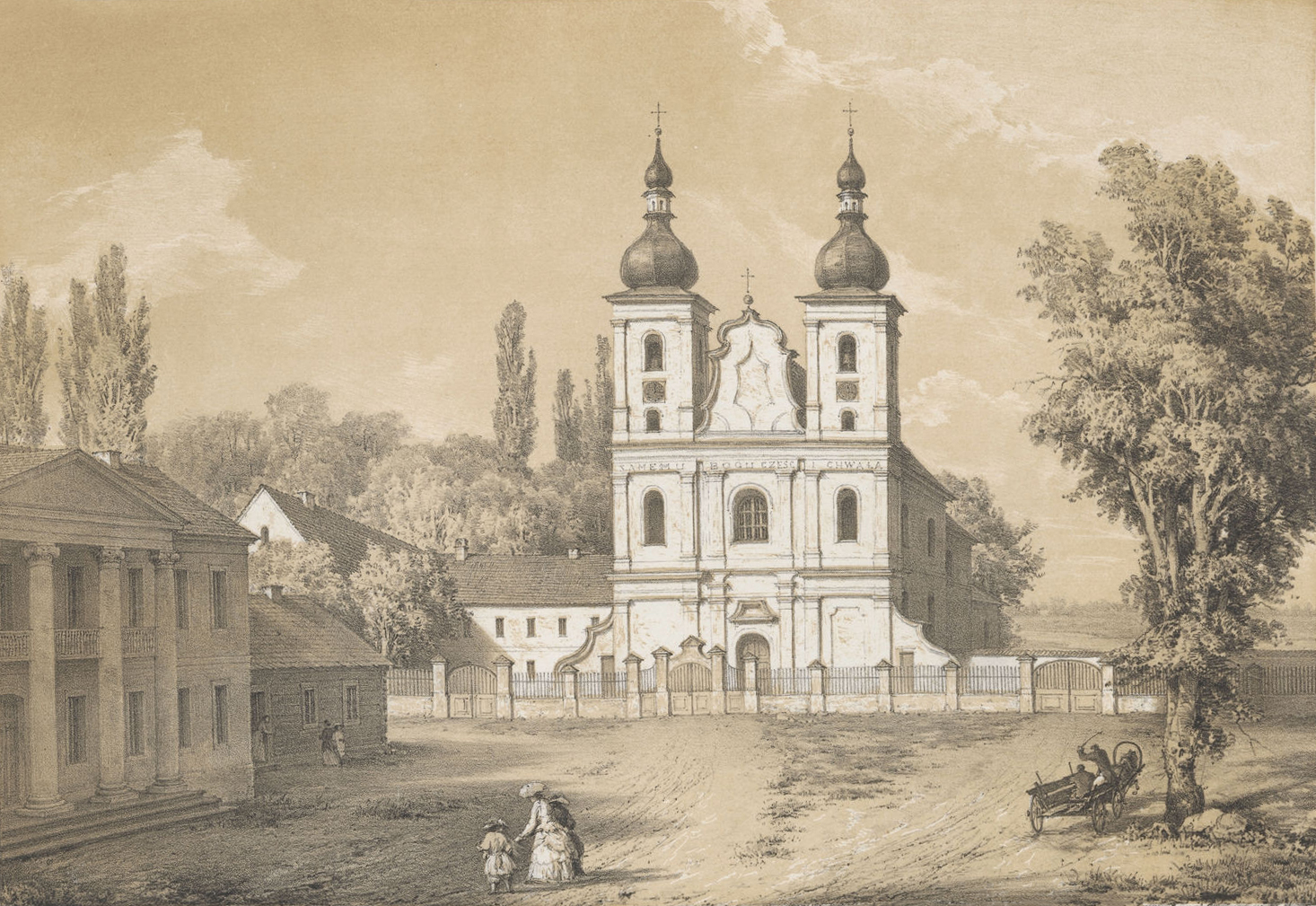
Дубровиця. Костел Івана Хрестителя
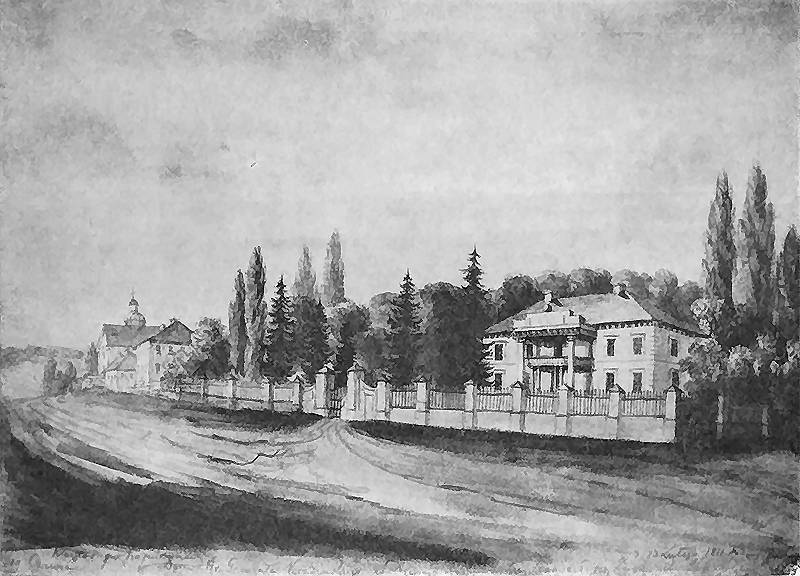
Маєток Красінських в м. Дунаївці, 1871—1873
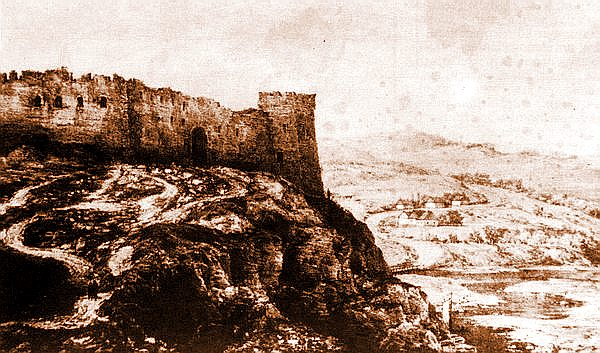
Жванецький замок
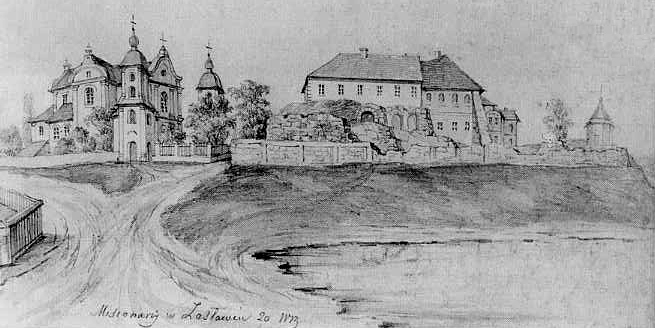
Костел святого Йосипа і Новозаславський замок.
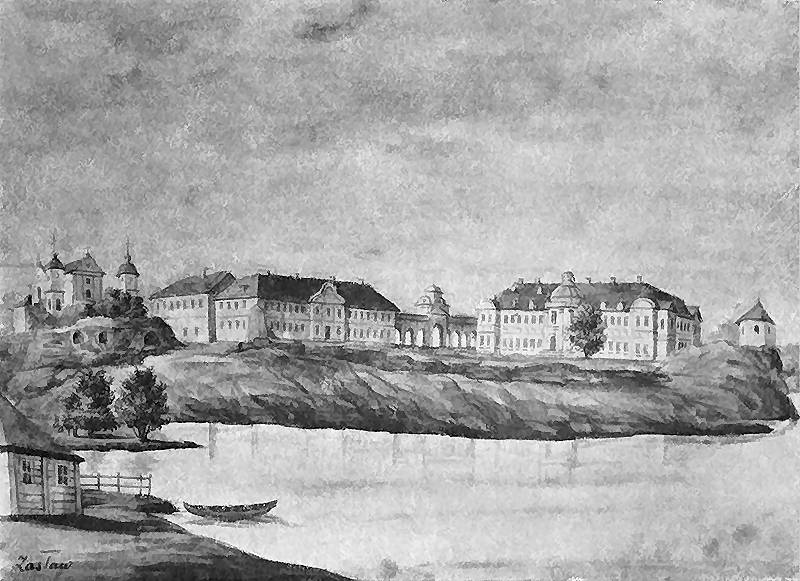
Костел та палац князів Санґушків у Заславі, 1872
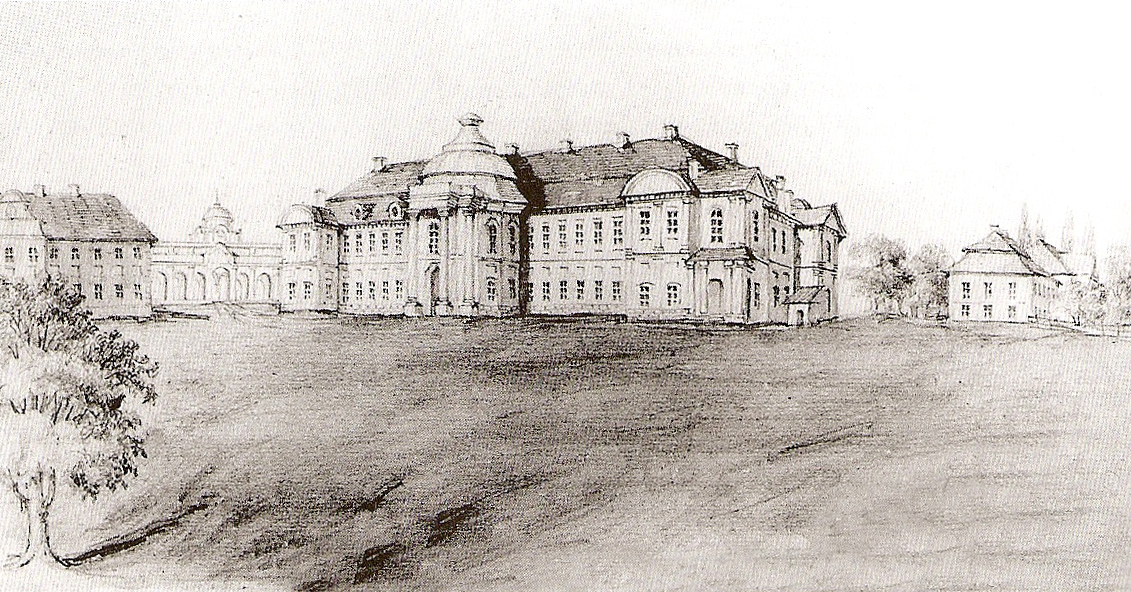
Палац князів Санґушків в Ізяславі, 1872
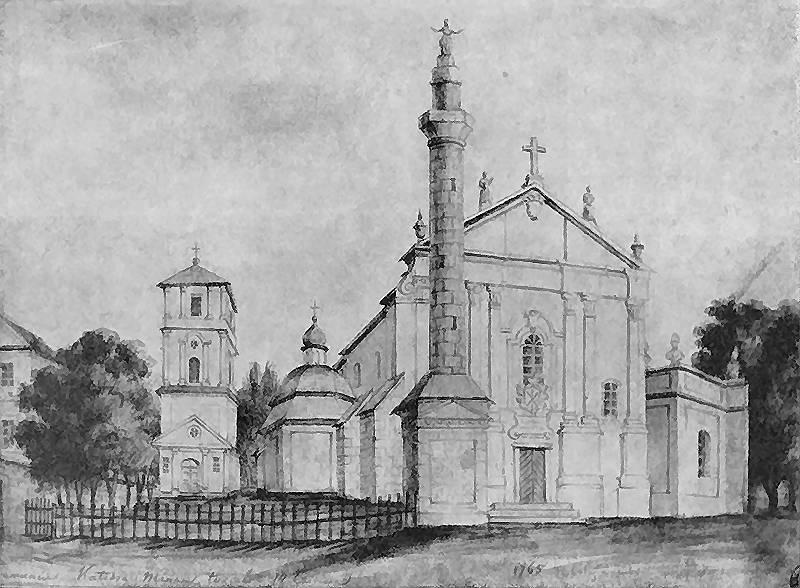
Кафедральний костел святих Апостолів Петра і Павла, Кам'янець-Подільський
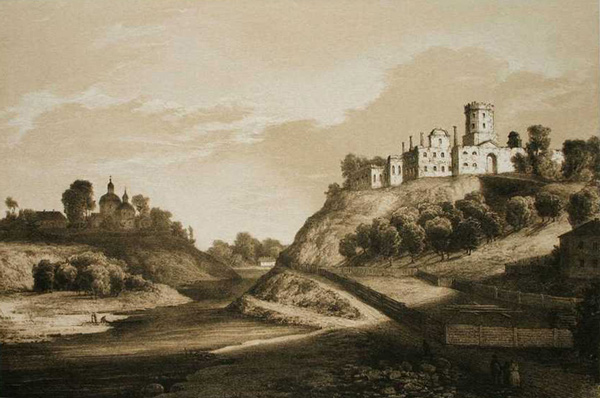
Корецький замок
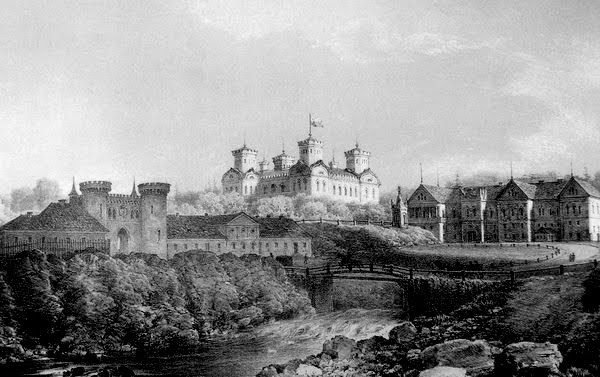
Корсунь
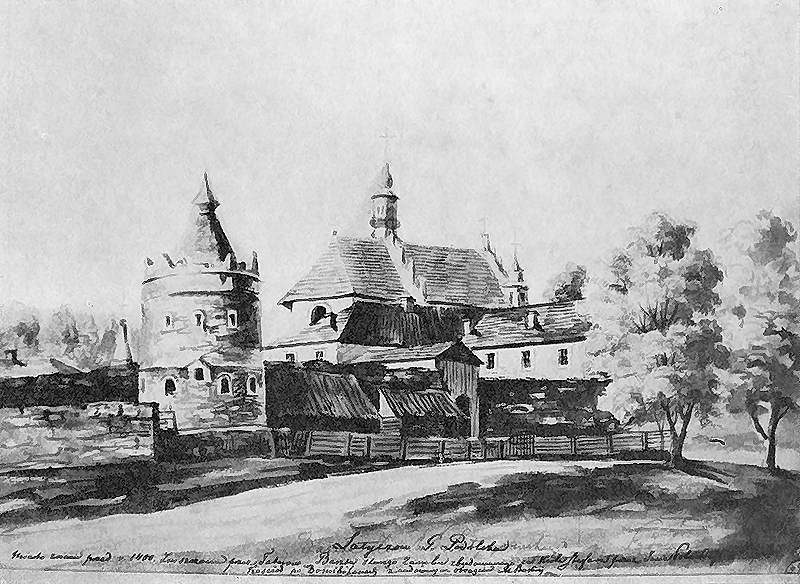
Летичівський замок
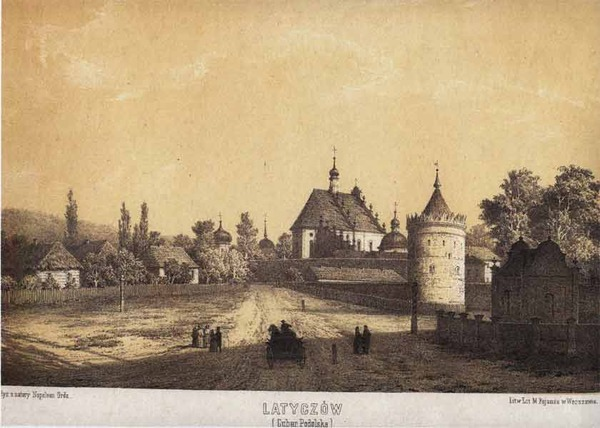
Летичівський замок
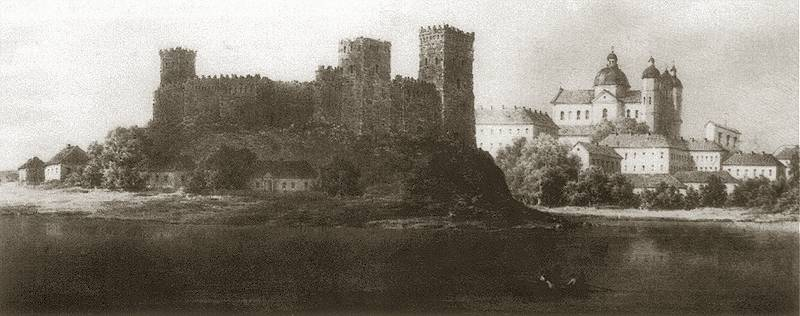
Луцьк. Замок Любарта і катедральний костел святих Петра і Павла
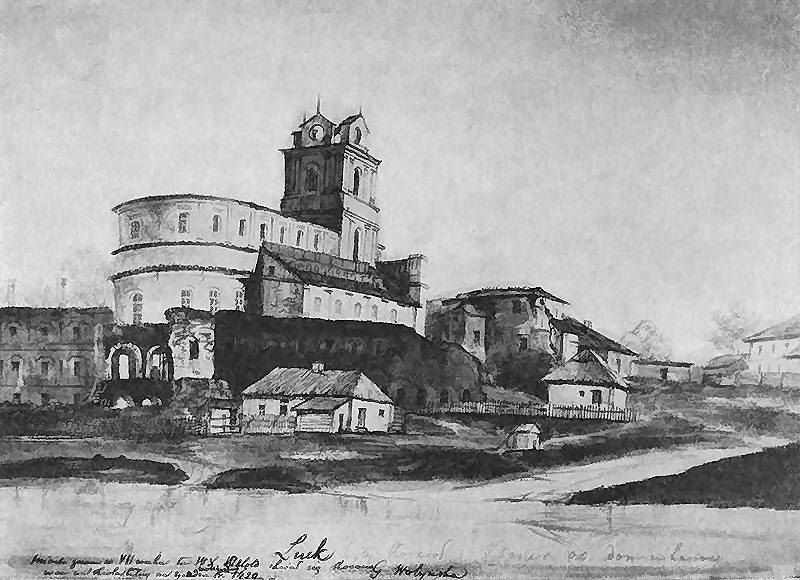
Луцьк. Домініканський монастир після пожежі.
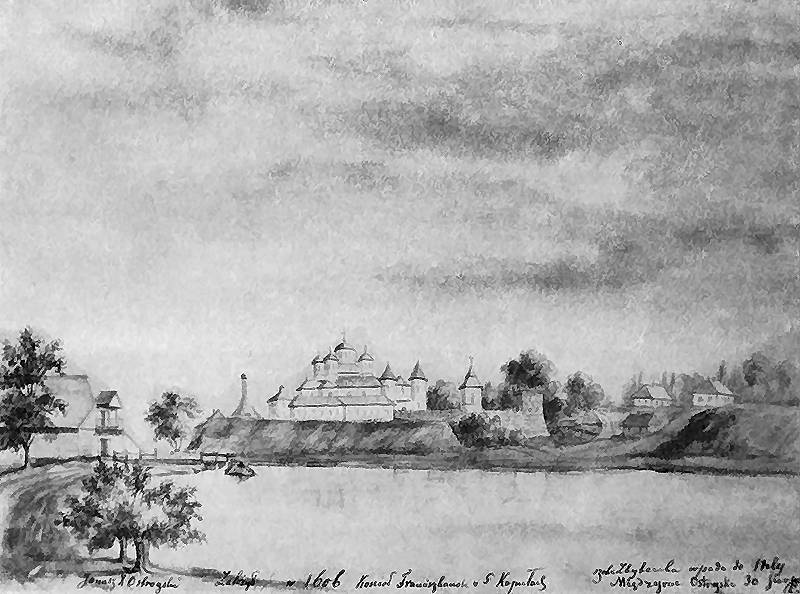
Вигляд на монастир Межиріч, 1862—1876
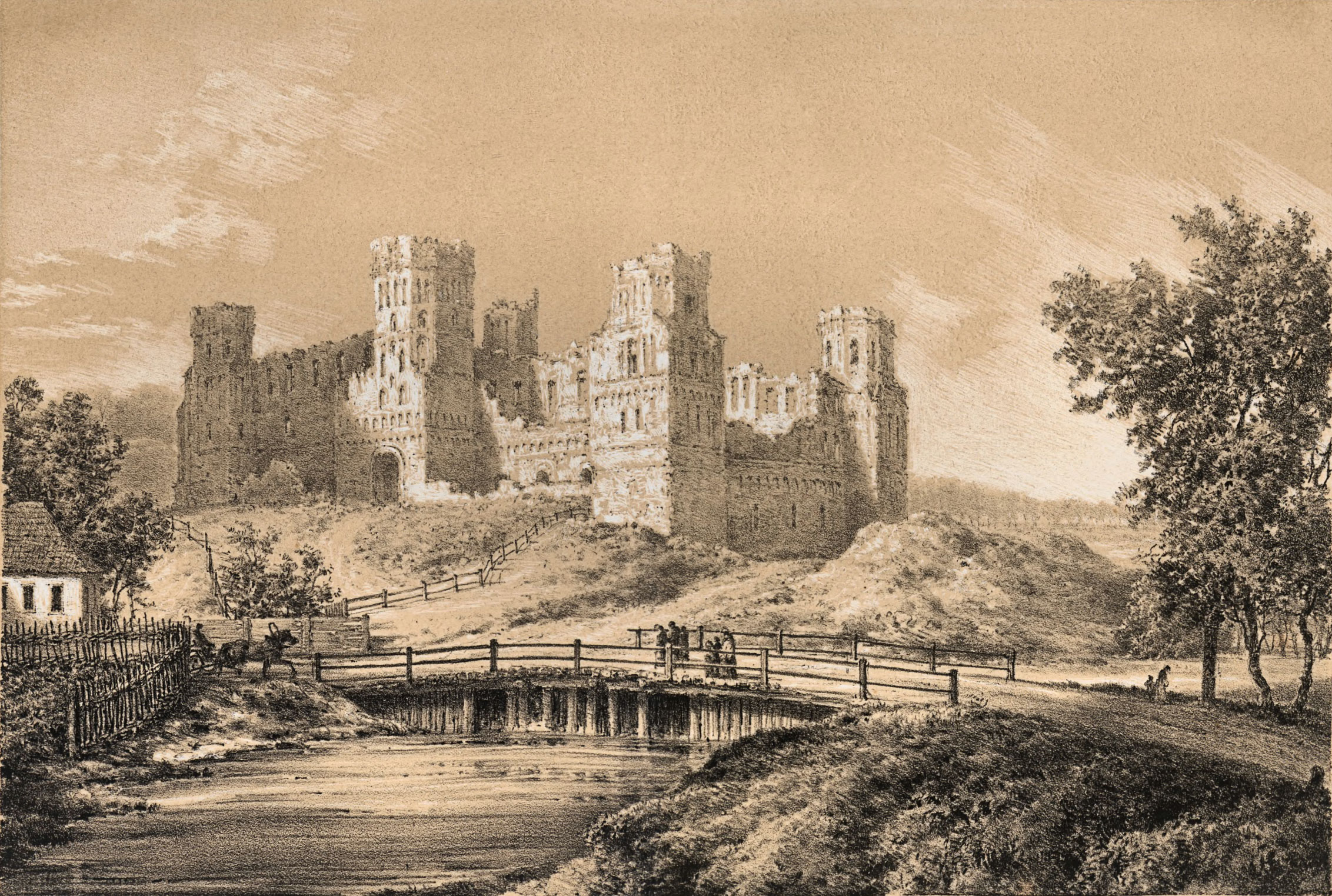
Мірський Замок, 1876
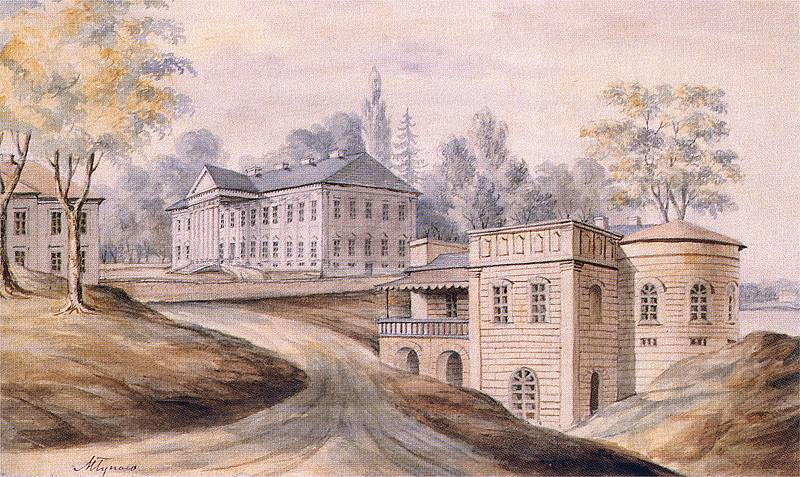
Палац Ходкевичів у Млинові
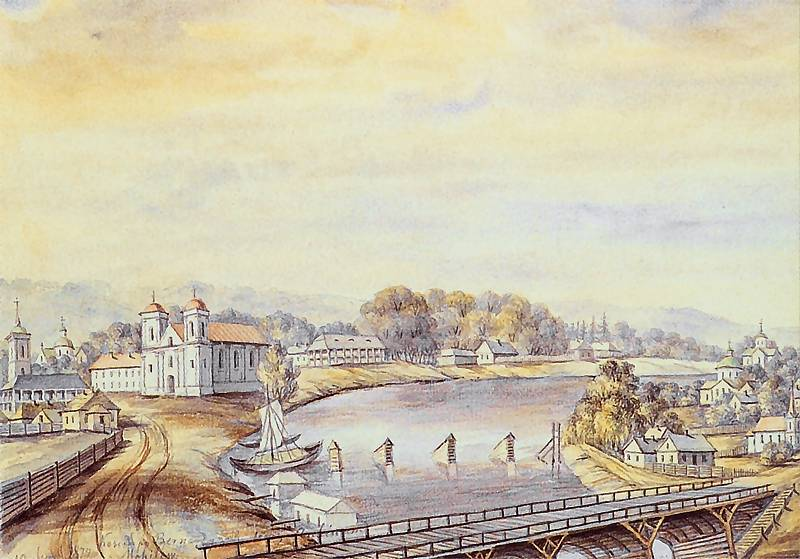
Могилів у XIX столітті
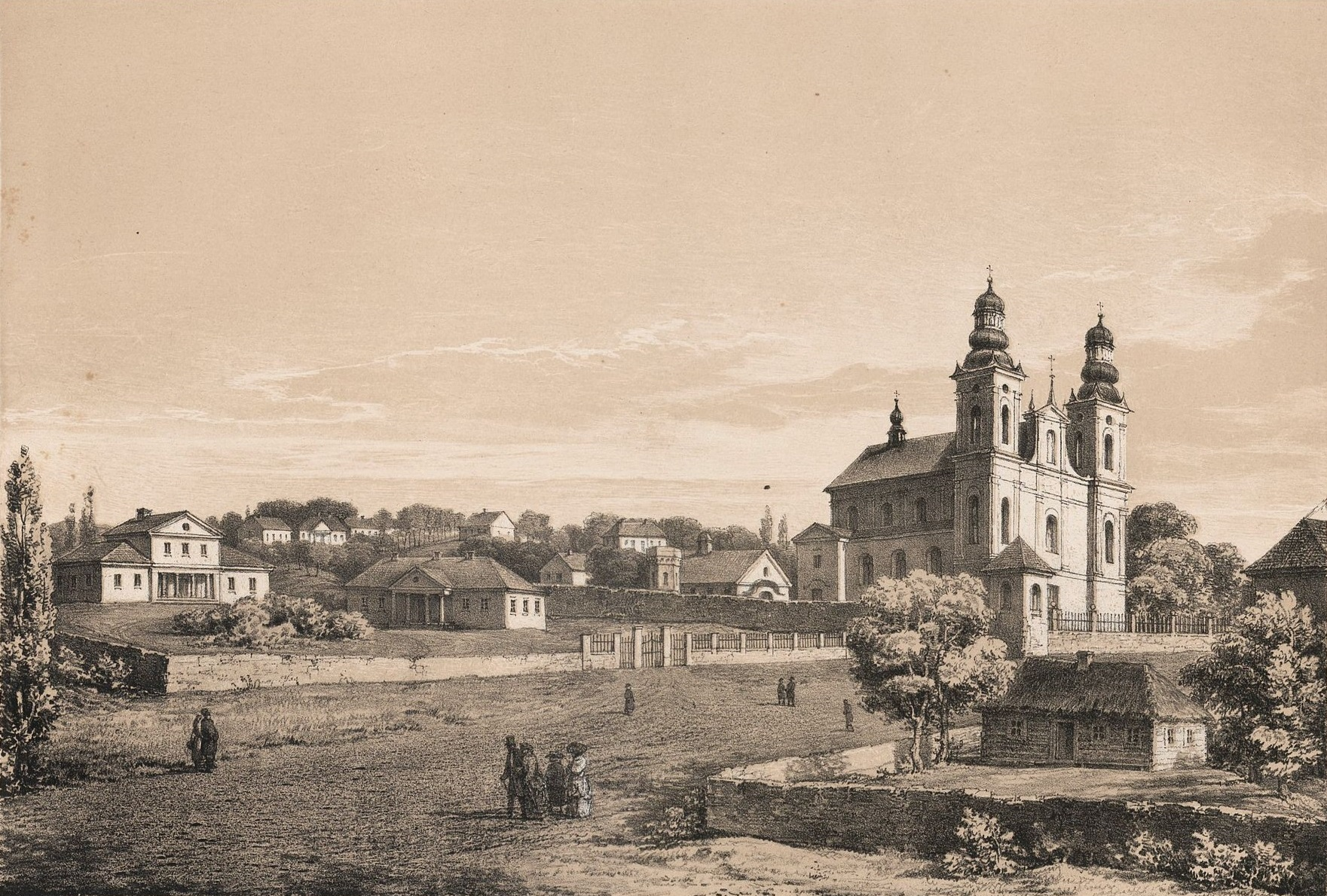
Костел Непорочного Зачаття і палац Потоцьких, Мурафа
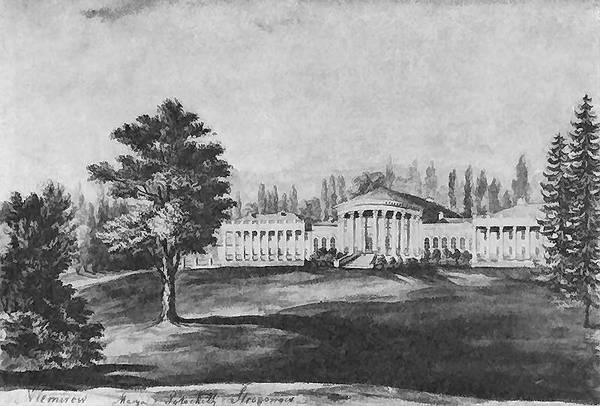
Немирів
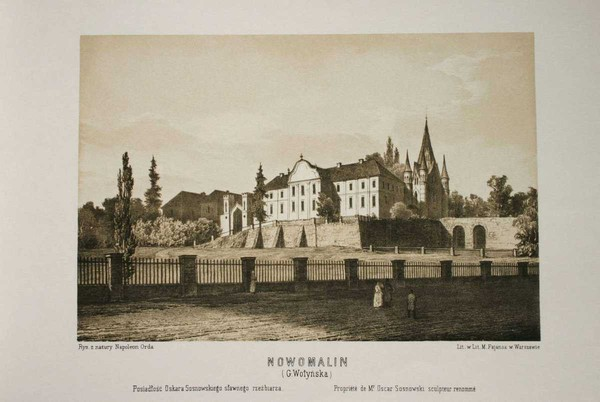
Новомалин
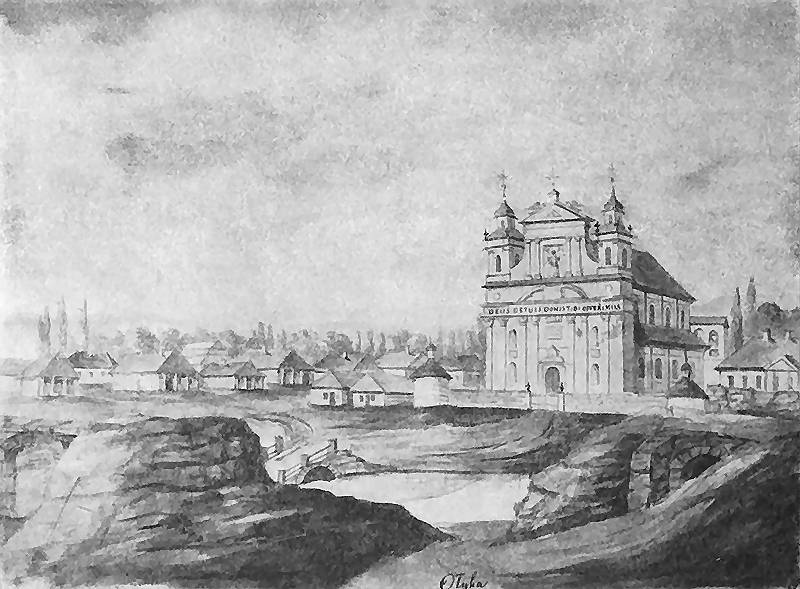
Колегіата Святої Трійці, 1874, Олика
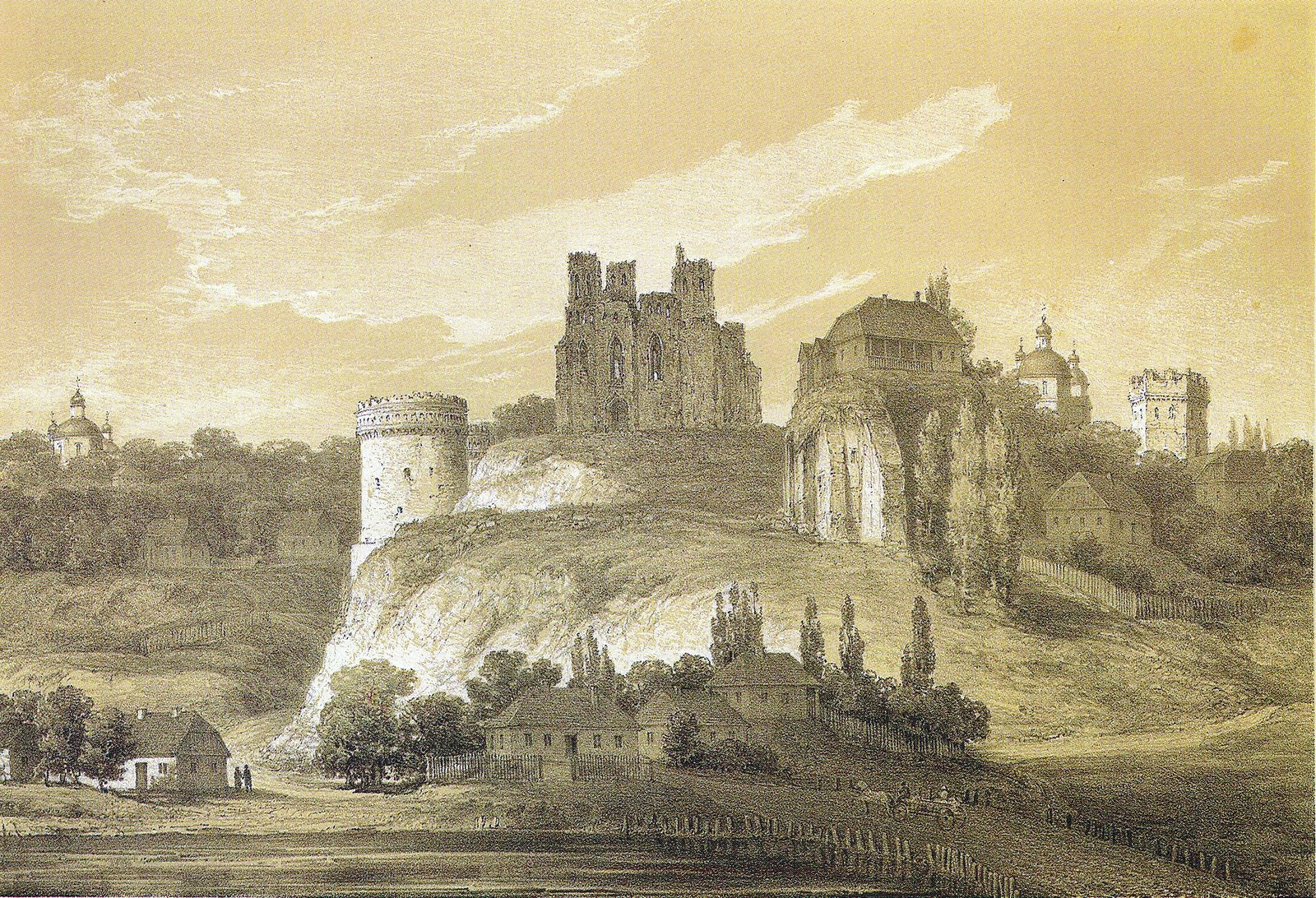
Острог
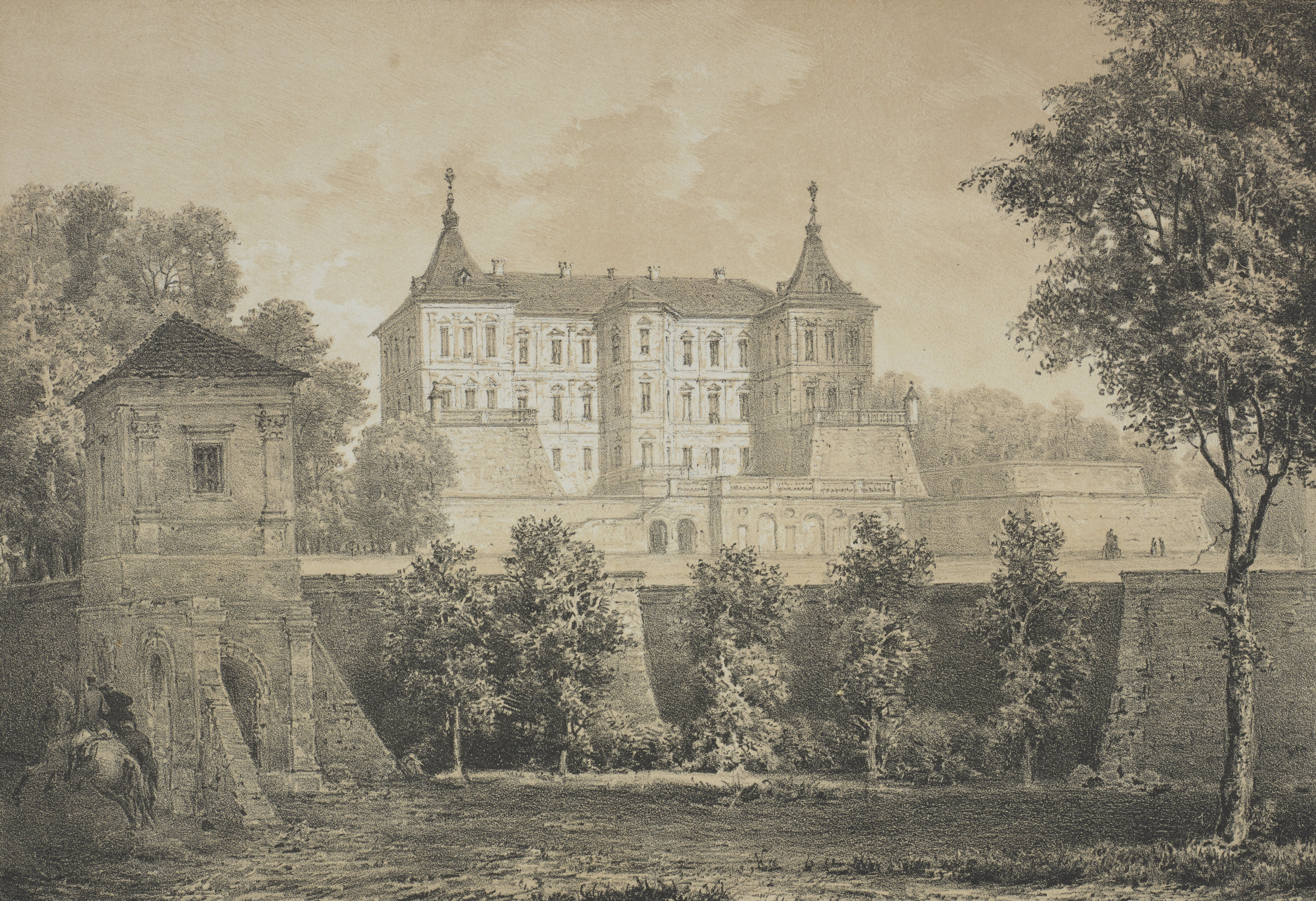
Королівський замок у Підгірцях
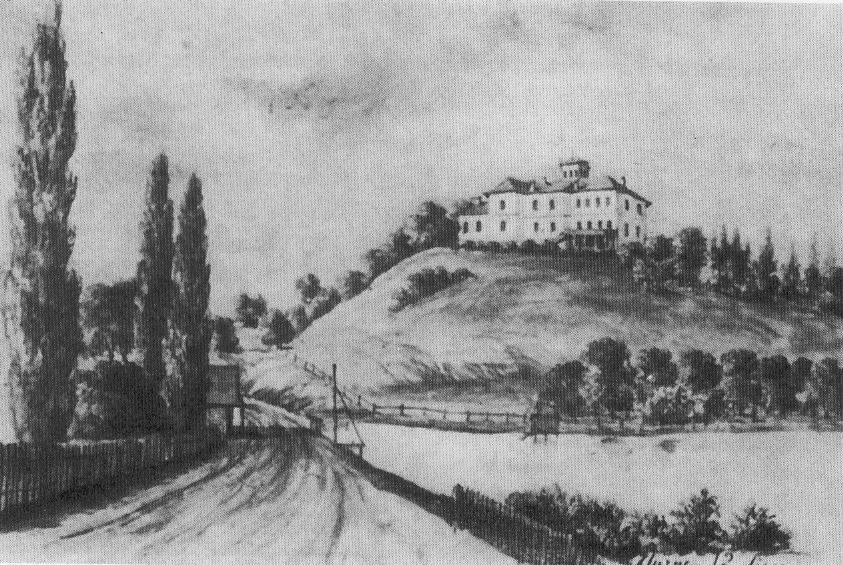
Палац Яблоновських у Плужному, кін. XIX ст.
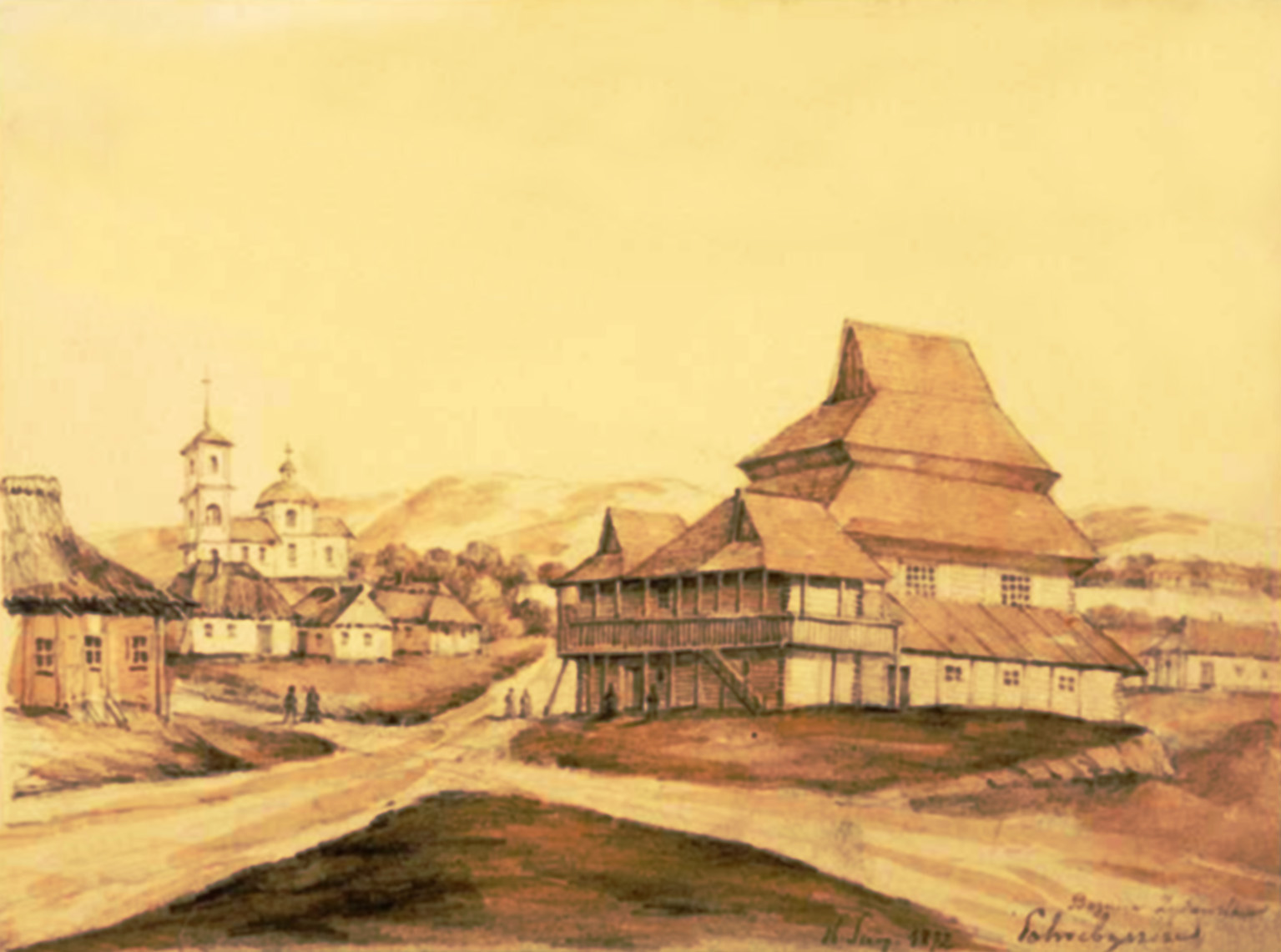
Погребище. Синагога і парафіяльний костел, 1872
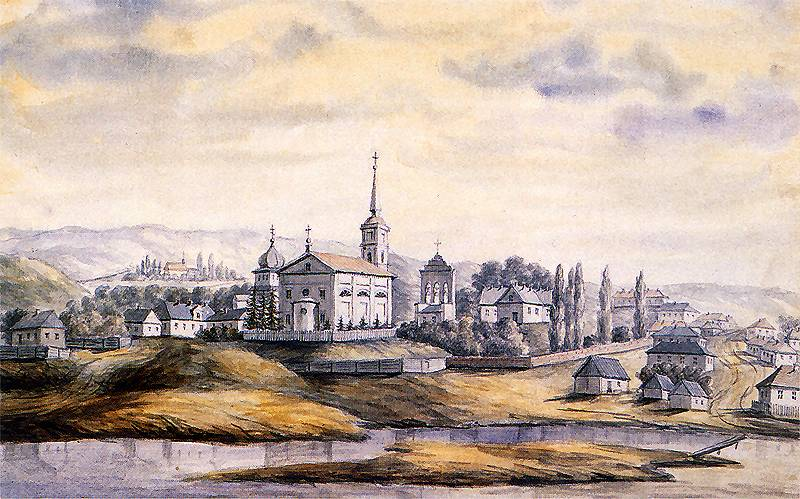
Ржищів. Тринітарський костел Святої Трійці
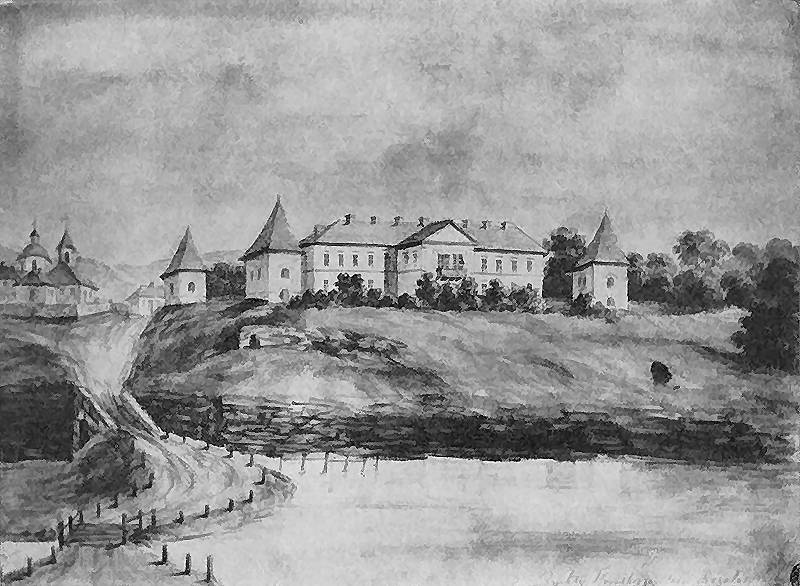
Рихта (Кам'янець-Подільський район)
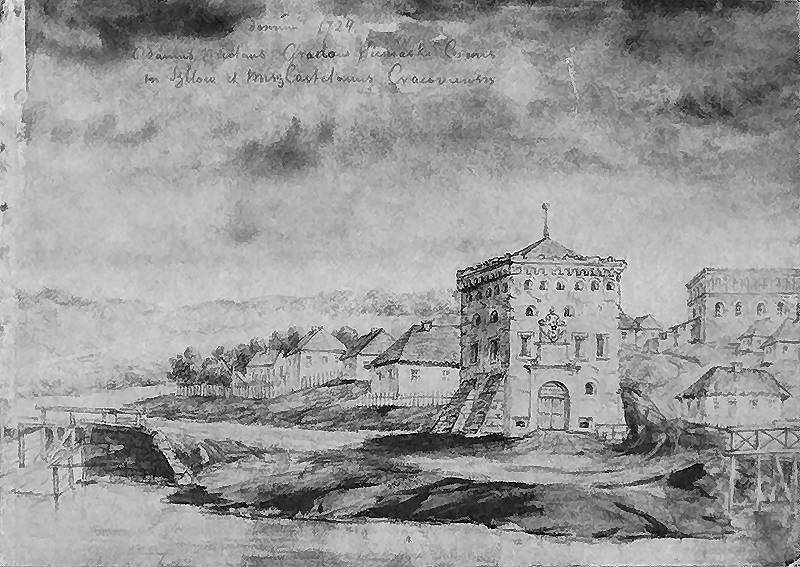
Сатанівська міська брама (1871—1873)
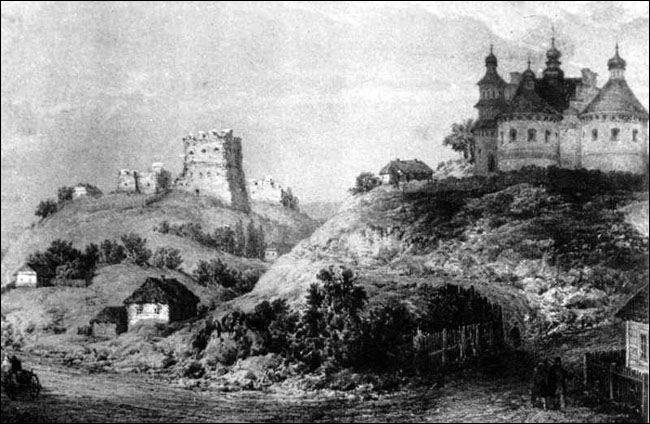
Сутківці
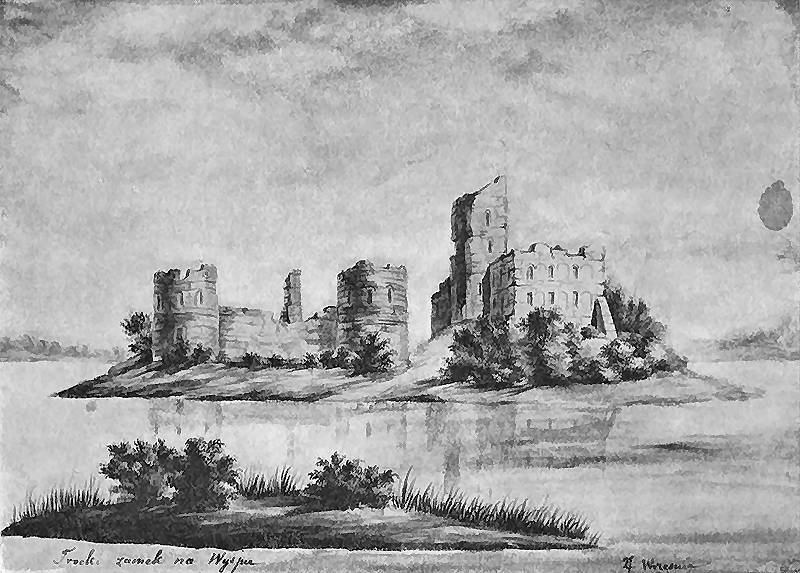
Руїни Тракайського замку
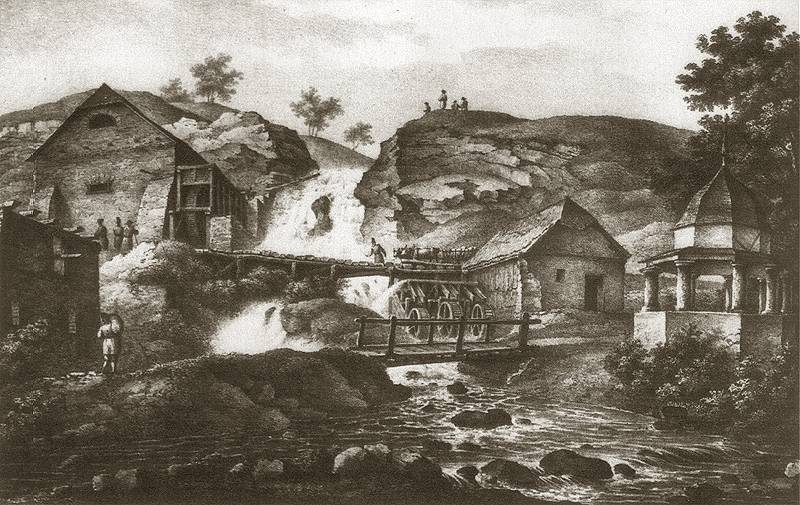
Млин. Червоногородський водоспад
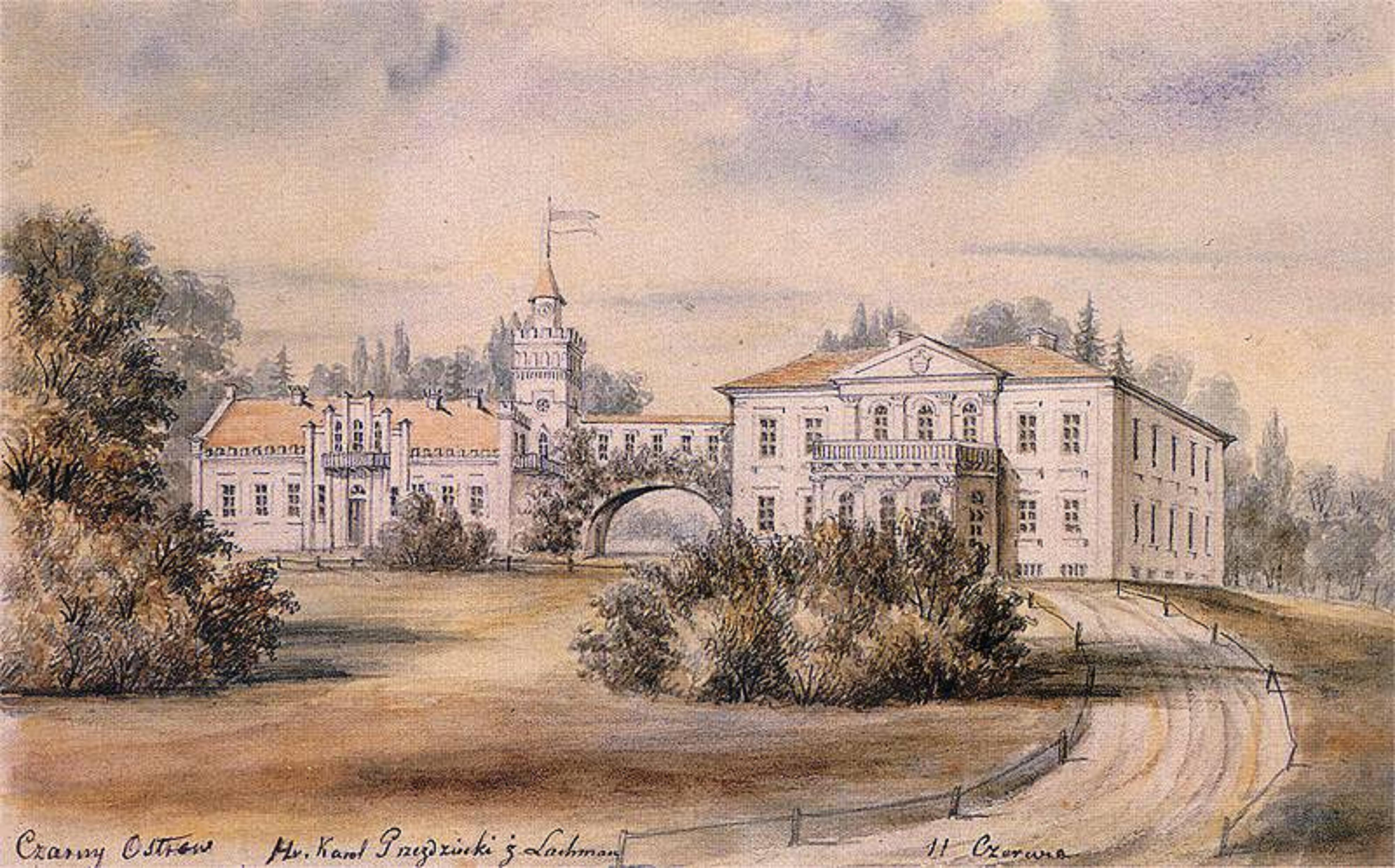
Палац Пшездецьких, Чорний Острів, 1871—1873
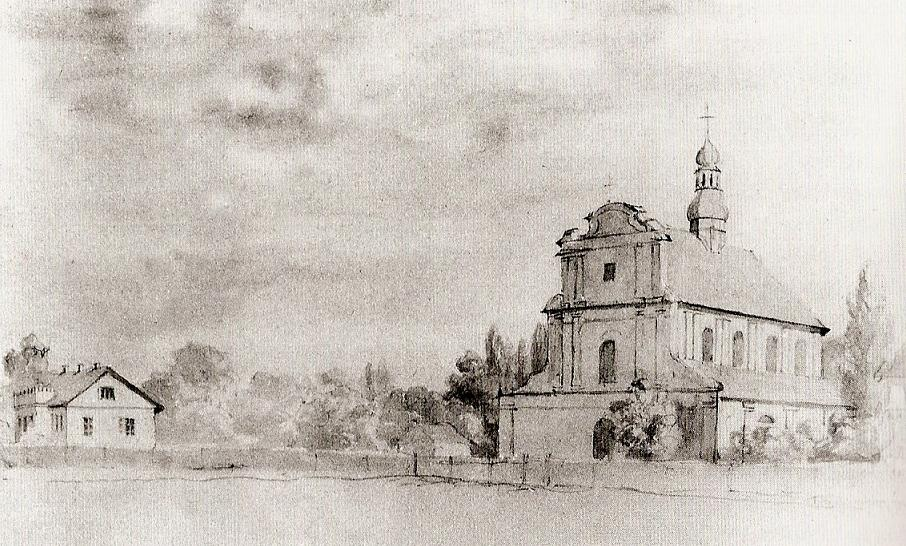
Парафіяльний костел у Чуднові
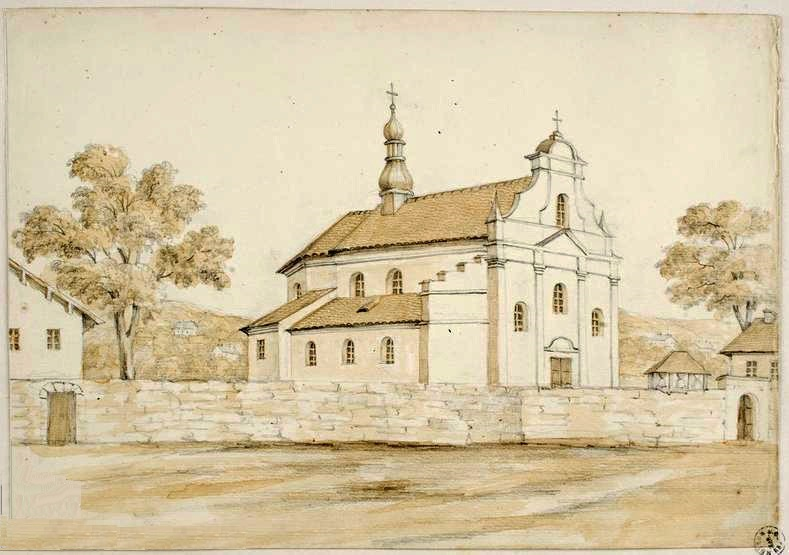
Костел святого Флоріана.Шаргород
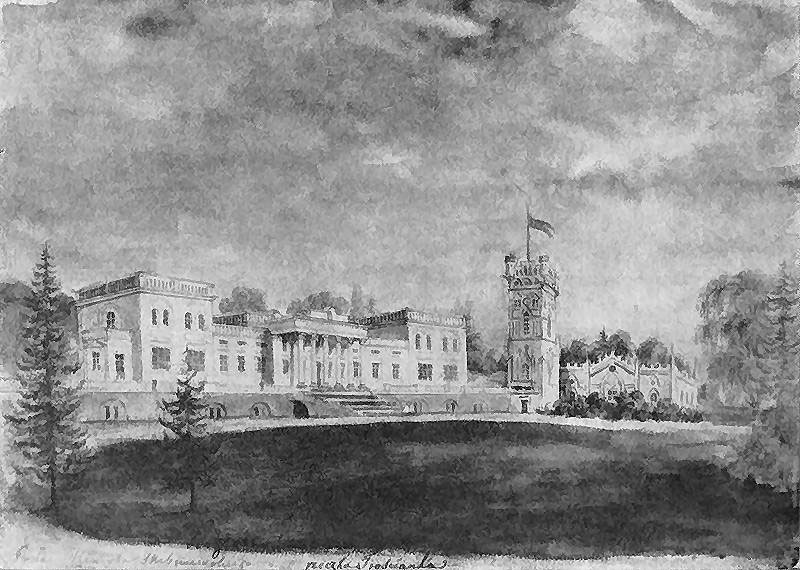
Палацовий комплекс магнатів Скибиневських. с.Нове Поріччя
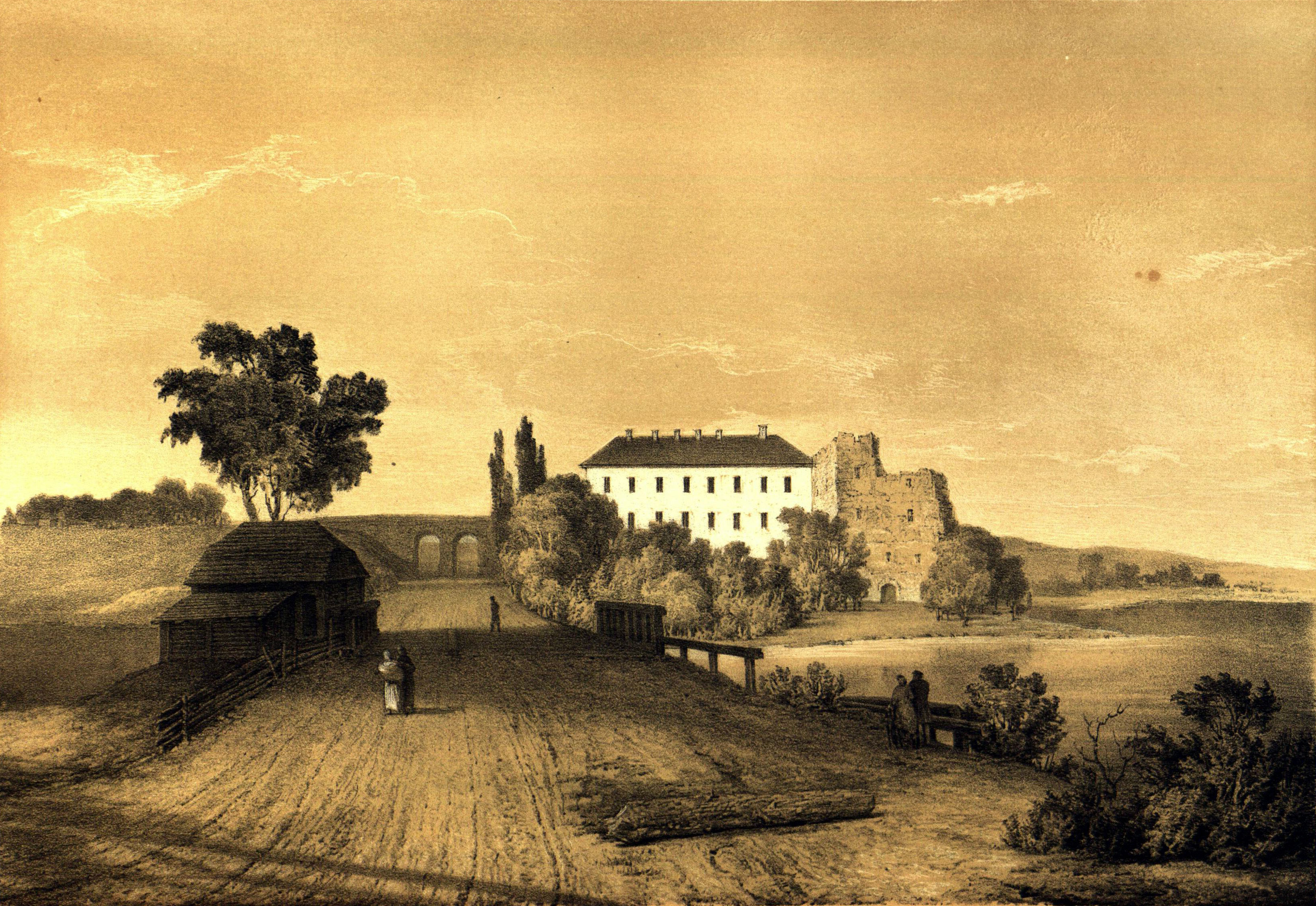
Вигляд на Клеванський замок
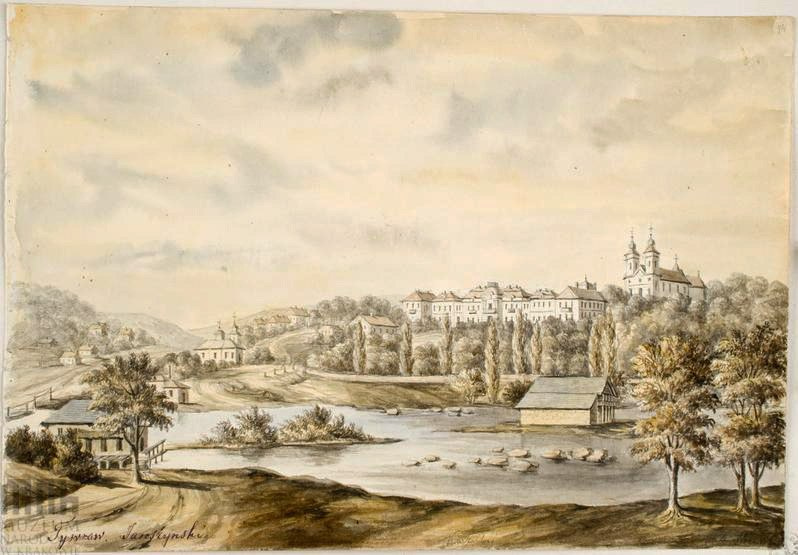
Тиврів. Вигляд на Костел Архангела Михаїла
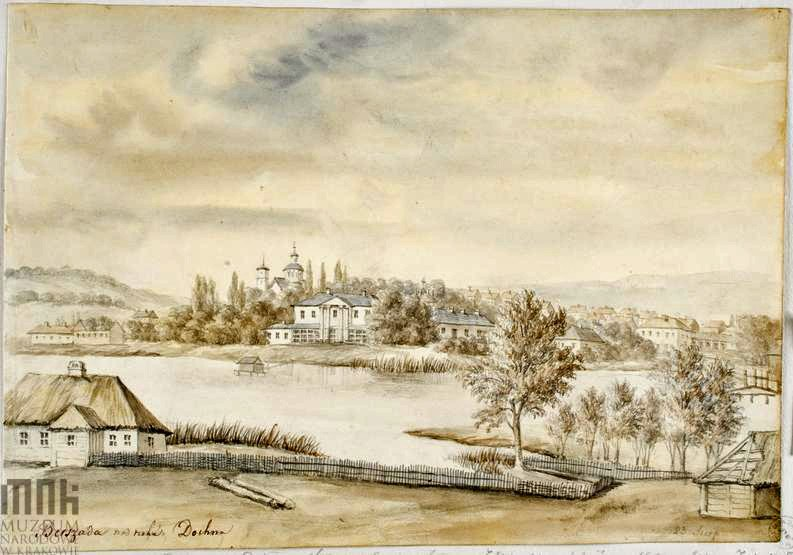
Бершадь.Краєвид місцевості над річкою Дохна